# 천북중학교
천북중학교(川北中學校)는 대한민국 충청남도 보령시 천북면 하만리에 있는 공립 중학교이다.

## 학교 연혁
- 1971년 1월 16일 : 천북중학교 설립인가
- 1971년 3월 10일 : 개교식(신입생 2학급)
- 1984년 3월 1일 : 15학급 증설 인가
- 2012년 3월 1일 : 12학급 감축 인가
- 2013년 3월 1일 : 행복공감학교 지정
- 2017년 3월 1일 : 혁신학교 지정
- 2020년 3월 1일 : 혁신학교 재지정
- 2025년 3월 1일 : 혁신학교 추가재지정
- 2025년 3월 1일 : 제27대 고웅일 교장 부임
- 2025년 3월 4일 : 2025학년도 제54회 입학식 8명

## 참고 자료
- 천북중학교 - 한국교육학술정보원 학교알리미